# لاسوندرا بارت
لاسوندرا بارت (انگلیسی: LaSondra Barrett؛ زادهٔ ۱۶ مارس ۱۹۹۰) بازیکن بسکتبال اهل ایالات متحده آمریکا است.
وی در مسابقات کشوری و بین‌المللی در مجموع برندهٔ ۱ مدال طلا شده‌است.